# القوفعة (الرضمة)

تعديل مصدري - تعديل

القوفعة هي إحدى قرى عزلة شيزر بمديرية الرضمة التابعة لمحافظة إب، بلغ تعداد سكانها 1169 نسمة حسب تعداد اليمن لعام 2004.